# Partido Revolucionário Comunista
O Partido Revolucionário Comunista (PRC) foi uma organização política clandestina, de orientação marxista, que atuou no Brasil entre os anos 1984 e 1989.

## Origens (1980/1984)
A formação do PRC em 1984 resultou da aglutinação de dissidentes do Partido Comunista do Brasil (PCdoB), conhecidos como a esquerda do PCdoB. Desligados do partido no final dos anos 1970 em função de divergências quanto ao balanço da experiência da guerrilha do Araguaia, atuavam desde os início dos anos 1980 tanto no Partido dos Trabalhadores quanto no Partido do Movimento Democrático Brasileiro (PMDB). A estes, se somaram militantes vindos de outras organizações, como a Ação Popular Marxista-Leninista e o Movimento pela Emancipação do Proletariado.

## Trajetória (1984-1989)
Definindo-se como um «partido marxista-leninista», assumiu uma postura crítica em relação ao stalinismo (que identificava como uma negação do marxismo); às orientações do Partido Comunista Brasileiro (PCB), do PCdoB e do Movimento Revolucionário 8 de Outubro (MR8) frente à Nova República, inspiradas no stalinismo e consideradas reformistas; e também em relação ao trotskismo.
Entre suas principais lideranças destacaram-se Adelmo Genro Filho (irmão de Tarso Genro, que também integrava a organização), Ozéas Duarte, Aldo Fornazieri e José Genoíno, entre outros. Eleito deputado federal pelo PT de São Paulo em 1982, Genoíno se firmou, enquanto dirigente do PRC, como uma espécie de porta voz do campo de forças que se localizavam à esquerda do espectro ideológico petista. Nos primeiros anos do PT, este campo de forças conquistou posições importantes na estrutura partidária, suscitando a formação da Articulação dos 113, corrente formada em 1984 e que se estabeleceu como força dirigente do Campo Majoritário do PT.
Em seu 2°. Congresso (1985), o PRC caracteriza o PT como uma frente de organizações hegemonizada por setores reformistas, embora não integrado à política de «conciliação nacional» e, por isso, com «possibilidades de evoluir num sentido democrático radical». Embora não considerasse a possibilidade de que o PT se transformasse num «partido marxista-leninista», atuava em seu interior no sentido de «fortalecer as posições de oposição [...] à Nova República», privilegiando-o desde então como espaço de atuação exclusivo de seus militantes (uma vez que até seu 2°. Congresso o PRC participavam também do PMDB).
Ao longo da década de 1980, o PRC manteve publicações, tais como o jornal Fazendo O Amanhã e a revista teórica Teoria e Política, editada por uma casa publicadora própria, a editora Brasil Debates. Relativamente expressivo entre as organizações de esquerda brasileiras e as correntes do PT, o PRC elegeu Maria Luiza Fontenele prefeita de Fortaleza pelo PT em 1985, a qual, por divergências políticas, acabou por romper com o PRC e participando da formação do Partido Revolucionário Operário (PRO), também atuante no PT. E em 1986 elegeu José Genoíno deputado federal constituinte pelo PT de São Paulo, que se destacou por sua postura combativa.
Nos anos seguintes, influenciadas sobretudo pelo fim da União Soviética, as posições do PRC evoluem em torno de divergências quanto à atualidade do marxismo, o que culmina em sua dissolução em 1989. Este processo resultou na formação de outras duas correntes internas do PT: a Nova Esquerda (NE), mais moderada, constituída ainda em 1989; e o Movimento por uma Tendência Marxista (MTM), estabelecido em 1990, que se converteu na Tendência Marxista (TM).

## Desdobramentos pós-1989
Posteriormente, a NE aprofundou sua crítica ao marxismo, firmando-se como uma das correntes mais moderadas do espectro petista. No início da década de 1990, apresentou aos fóruns internos do PT a tese Projeto para o Brasil, a partir da qual se forma a corrente Democracia Radical (DR). A DR, aproximando-se da Articulação, passa a compor com outras forças o chamado Campo Majoritário, que dirige o PT entre 1995 e 2005. Em meados de 2001 a maioria da DR se dissolve na Articulação, tendo grupos remanescentes nos estados mantido a legenda, tal ocorre no Ceará.
Já a TM se consolida como um campo identificado com forças à esquerda no espectro ideológico petista, tendo nascido, no contexto do fim da União Soviética, a partir de um Ato em Defesa do Marxismo ocorrido em São Paulo, e que contou com a participação de figuras ilustres, como Florestan Fernandes. O desempenho de Lula em seu primeiro mandato na Presidência da República e a crise de 2005 suscitam debates em toda a esquerda, como também na TM: em 2005, sofre dissidência que, deixando do PT, constituiu o grupo Refundação Comunista, de orientação marxista. A TM segue existindo até meados de 2010, quando se soma a outros grupos —sobretudo à dissidência da Articulação de Esquerda— dando origem, em 2011, à corrente Esquerda Popular e Socialista (EPS), do PT.